# Iglesia de Nuestra Señora del Rosario (Donmatías)
La Iglesia de Nuestra Señora del Rosario es un templo colombiano de culto católico bajo la advocación de la Virgen del Rosario, localizado en el Parque Principal de Donmatías (Antioquia) y pertenece a la jurisdicción eclesiástica de la diócesis de Santa Rosa de Osos. El edificio fue diseñado por los arquitectos, el colombiano Tomás Uribe y el belga Agustín Goovaerts, fue comenzado a construir en 1926, siendo terminado por completo a finales de la década de 1970. Se trata de una iglesia de estilo neogótico cuya planta es cruciforme, consta de tres naves longitudinales, la principal y dos laterales, a su vez atravesadas por el transepto o nave transversal que forma los brazos de la cruz. En su fachada principal presenta dos torres, ambas de base octogonal con cuatro relojes cada una (uno en cada punto cardinal), además, toda la fachada principal se encuentra revocada, simulando bloques de diferentes dimensiones. Al exterior del templo hay dos bustos, uno de Mons. Miguel Ángel Builes y otro de Francisco Eladio Barrera.

## Historia
Sobre el primer templo de esta región, apenas si se tienen leves datos. Cuando se reunieron los habitantes, alrededor de 80 familias, se pidió al Obispo -entonces de Popayán- un sacerdote, que les fue concedido pero con previas condiciones solicitadas.
Mientras se edificaba una capilla de bahareque y paja, se realizaban todos los oficios religiosos, menos el santo Sacrificio, debajo de un frondoso árbol que existió en algún lugar de la actual plaza; debajo de sus frescas ramas se congregaban los feligreses a oír la palabra divina y a rezar el rosario.
Con el paso del tiempo, se edificó una iglesia de "tapias y tejas" que fue la primera que sirvió como viceparroquia, posteriormente, ya conformada la parroquia, en 1801 se mejoró notablemente el templo. Hasta 1930 Donmatías tuvo una iglesia sencilla y recogida, pero pequeña e incómoda para la creciente población.

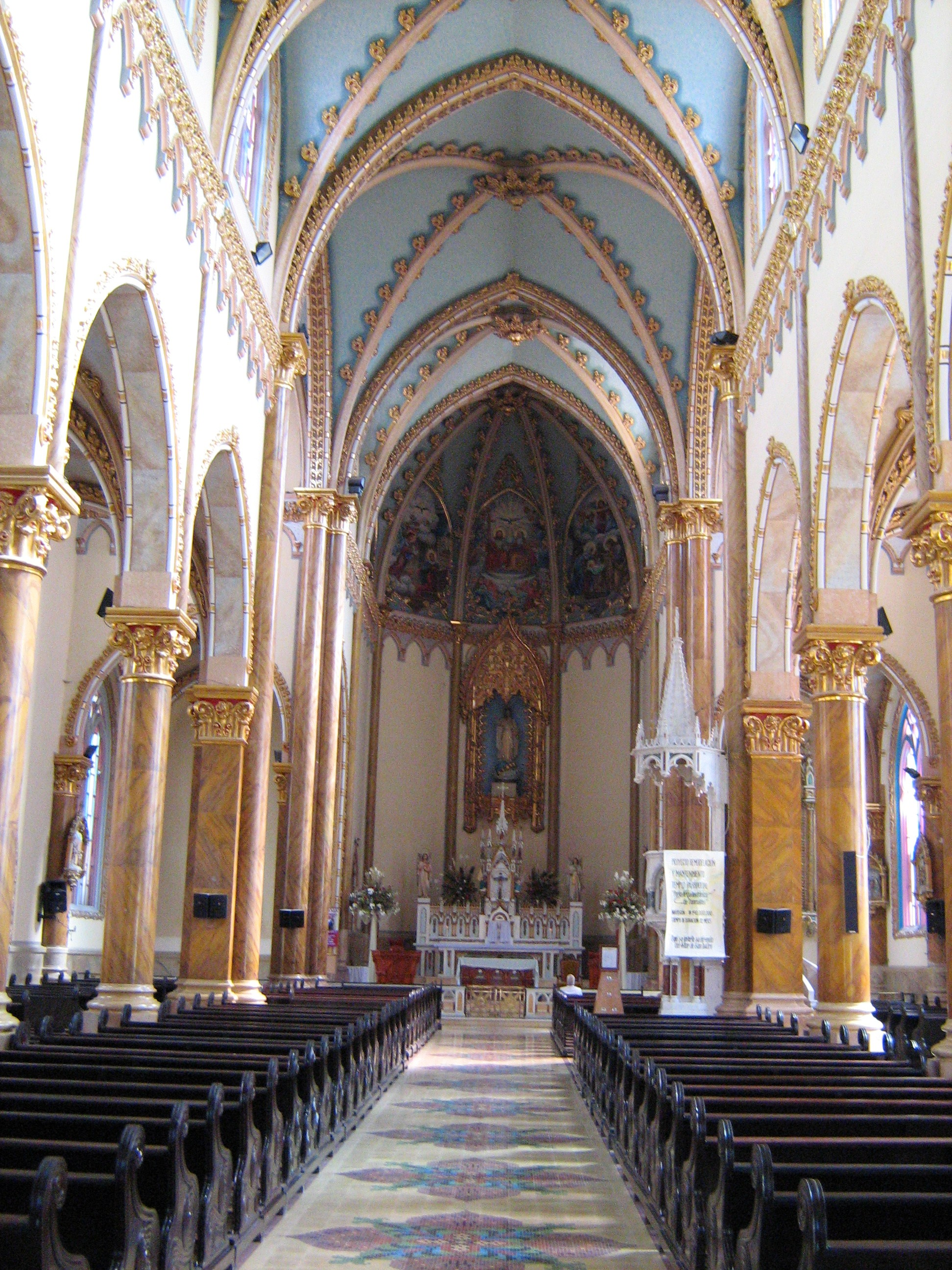
Nave central.

Varios años antes, el Padre Leonidas Lopera había pensado en la construcción de un nuevo templo, y para tal fin estableció los tejares de propiedad de la iglesia como renta para la nueva edificación. Con el Pbro. Rubén Barrientos al frente de la parroquia, se inició la construcción el 10 de octubre de 1926 bajo la dirección del donmatieño Joaquín Pablo Restrepo. Los terrenos para el nuevo templo fueron donados por Francisco Roldán Correa. Además, en las excavaciones para los cimientos que se hicieron para la edificación, se hallaron numerosos restos humanos; por lo cual se considera que en dicho sitio existió un cementerio indígena.
El acta de la bendición de la primera piedra del nuevo templo verificada por el suscrito Obispo de Santa Rosa, dice:

"En Donmatías, a los diez días del mes de octubre del año del Señor de 1926, último día de la santa visita pastoral, a la una de la tarde siguiendo rigurosamente los ritos prescritos por el Pontifical Romano, el Obispo Diocesano, Miguel Ángel Builes, acompañado de los señores Pbros. Don José Antonio Lopera, Juan J. Arroyave, Elíseo Martínez, Joaquín Emilio Duque, el V. Señor Cura Pbro. Rubén Barrientes, el Señor Alcalde Municipal Alejandro Estrada, y el Señor Presidente del Concejo Municipal, Roberto Echeverri y en medio de una inmensa muchedumbre de pueblo, procedió a la bendición, y colocación de la primera piedra del templo parroquial, cuyos planos levantaron el Dr. Agustín Goovaerts Ingeniero Arquitecto Departamental y el Dr. Tomás Uribe, y que llevan la aprobación del Ordinario Diocesano. Al final de la ceremonia el Sr. Pbro. Martínez pronunció una alocución de ocasión muy apropiada a la circunstancia. Ayudaron al prelado a la colocación de la piedra angular, el Sr. Alcalde y el Sr. Presidente del Concejo Municipal, arriba mencionados. Firman para constancia en Donmatías, fecha ut supra. (Hay un sello del Prelado)... Miguel Ángel, Obispo de Santa Rosa... Rubén Barrientos, cura... Elíseo Martínez, C. M. S.... Joaquín E. Duque, Pbro.... Juan J. Arroyave, Pbro.... Alejandro Estrada Mejía...
Roberto Echeverri Restrepo. ..".

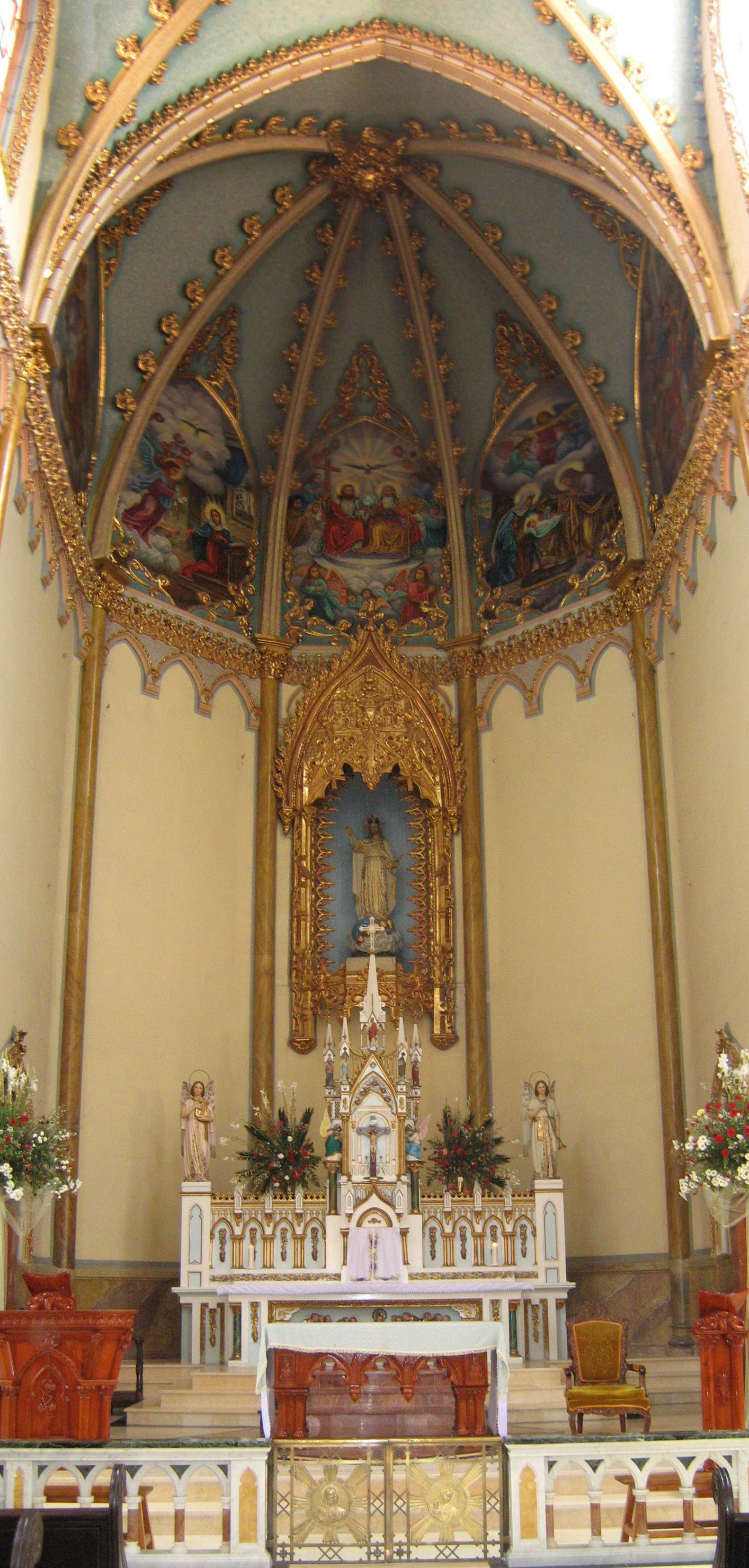
Ábside de la nave central que contiene el Altar Mayor.

Para entonces se dio comienzo a los altares de San Isidro con la intención de financiar la obra y sus resultados iniciales fueron bastante modestos, teniendo en cuenta la envergadura de la construcción que se comenzaba. Esta carencia de recursos hizo que el avance de la edificación de la iglesia fuera bastante lento y que aparecieran opiniones pesimistas sobre su viabilidad, hasta generarse una cierta división en la población con respecto a continuar o detener una obra de tanta magnitud.
La obra estuvo casi paralizada entre 1930 y 1932, cuando se dio prioridad a la construcción del monumento de Cristo Rey. Hacia 1935 regresó de Roma el padre Rubén Barrientos y al ver el lento avance de la edificación del templo, consideró que a ese paso la obra no la verían nunca los donmatieños. Este pesimismo del párroco agrandó la polémica y con ella la división y fue, como resultado, la necesaria intervención del obispo diocesano. En estos sucesos y con el objeto de tranquilizar la situación, se nombró como nuevo párroco al padre Francisco Eladio Barrera G.
A su arribo a Donmatías, el padre Barrera convocó a la unidad de los feligreses en torno a la edificación del templo, obra que consideró perfectamente viable con el apoyo de todos sus habitantes. En poco tiempo se ganó el respeto del pueblo y asumió un liderazgo resuelto e indiscutible. Estableció una junta para la construcción del templo integrada, entre otros, por Antonio Barrera, Juancho Sepúlveda, Antonio Giraldo, Francisco Roldán Correa, Alejandro Estrada Mejía, Roberto Echeverry Restrepo y diversos destacados personajes del pueblo. Con la creación de esta Junta se revivió el entusiasmo por la obra y se convirtió en la tarea primordial para toda la población.
Toda la vida donmatieña transcurrió durante 20 años en torno a este propósito, hasta que se convirtió en una realidad palpable. Se obtuvo el financiamiento total con aportes de la población, mediante los altares de San Isidro, por los tejares de propiedad de la misma iglesia, rifas, bazares, y por el producto de los carros que acarrean leche a Medellín, que también son propiedad de la iglesia. La obra finalmente culminó por completo a finales de la década de 1970.